# Villeneuve (Olaszország)
Villeneuve (valle d'aostai patois nyelven Veullanoua, a fasizmus alatt neve olaszosítva Villanova Baltea) egy 1269 lelkes község Olaszország Valle d’Aosta régiójában.

## Földrajz
Villeneuve a Dora Baltea folyó mentén, 760 méteres tengerszint feletti magasságon helyezkedik el. Földrajzi helyzetének köszönhetően ideális kiindulási pont a Gran Paradiso Nemzeti Parkba induló kirándulásokhoz.

## Népesség
| Lakosok száma | 1017 | 1082 | 1269 | 1236 | 1275 | 1262 |
|               | 1991 | 2001 | 2010 | 2011 | 2018 | 2023 |

## Látnivalók
- Santa Maria templom
- A Châtel-Argent kastély maradványai
- La Tour Colin: a torony a település bejáratánál áll
- Santa Maria Assunta templom

## Nyelvi megosztás
A lakosok 50,9%-a francia, míg  40,04%-a olasz anyanyelvű.

## Galéria

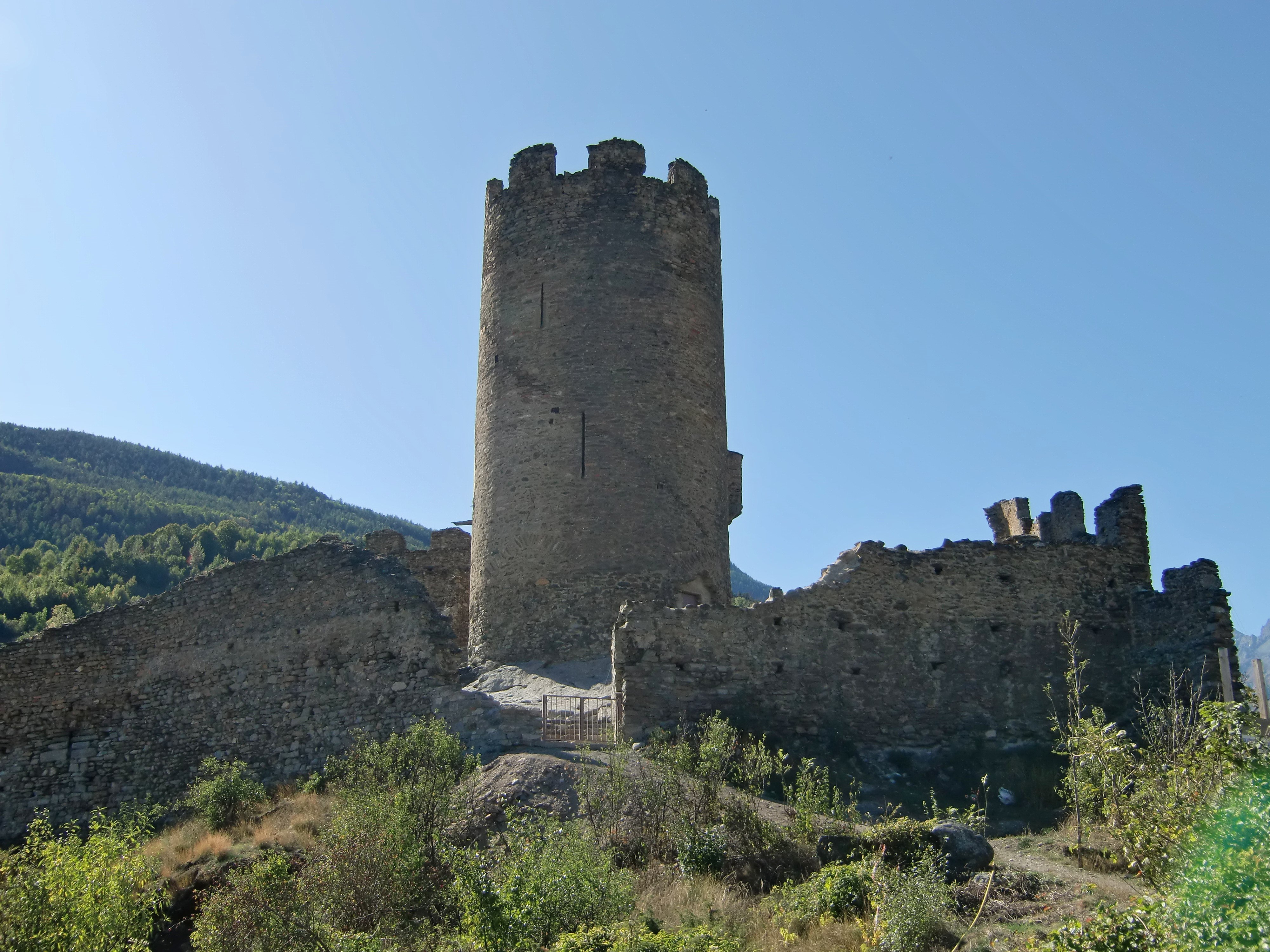
Châtel-Argent
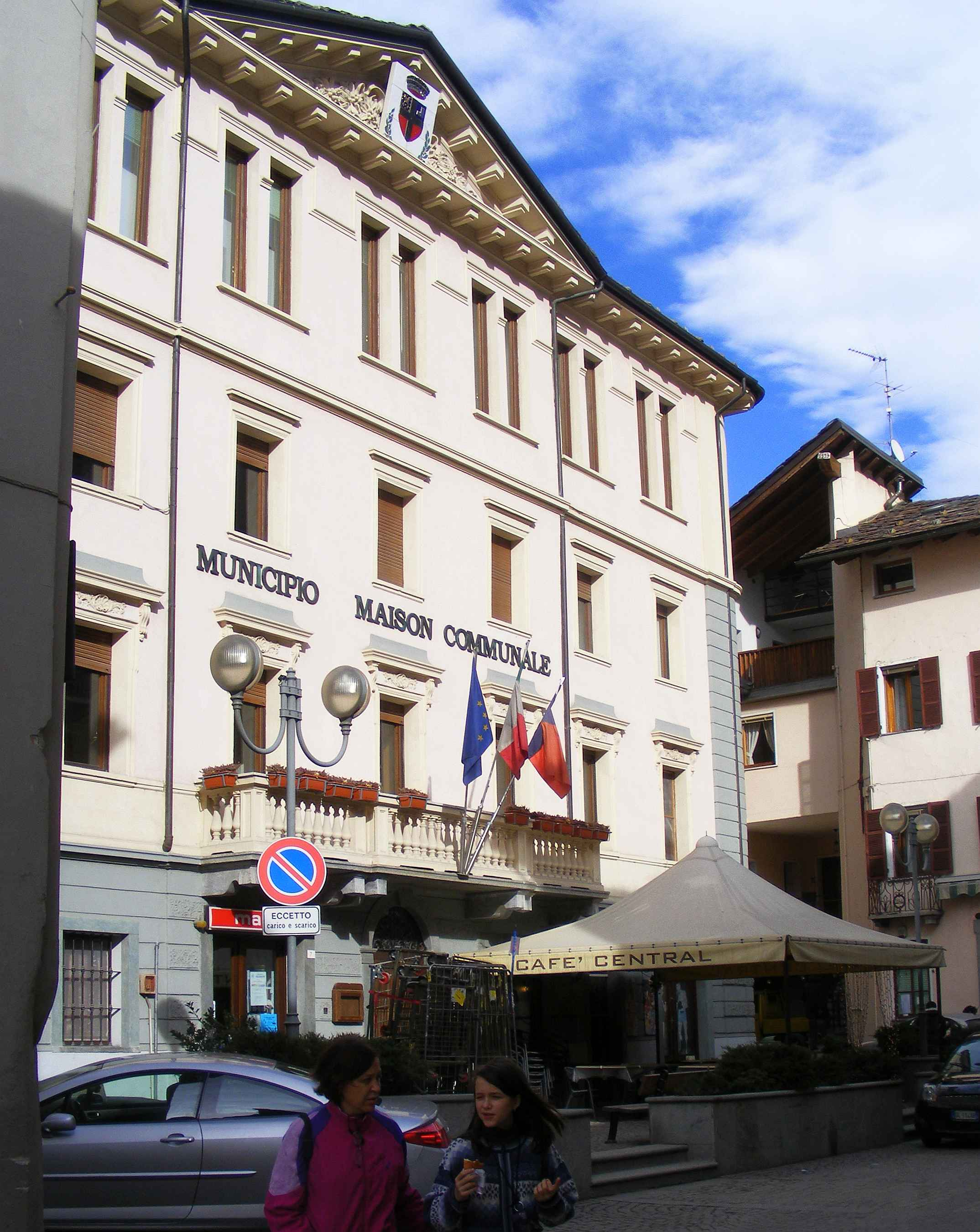
A városháza
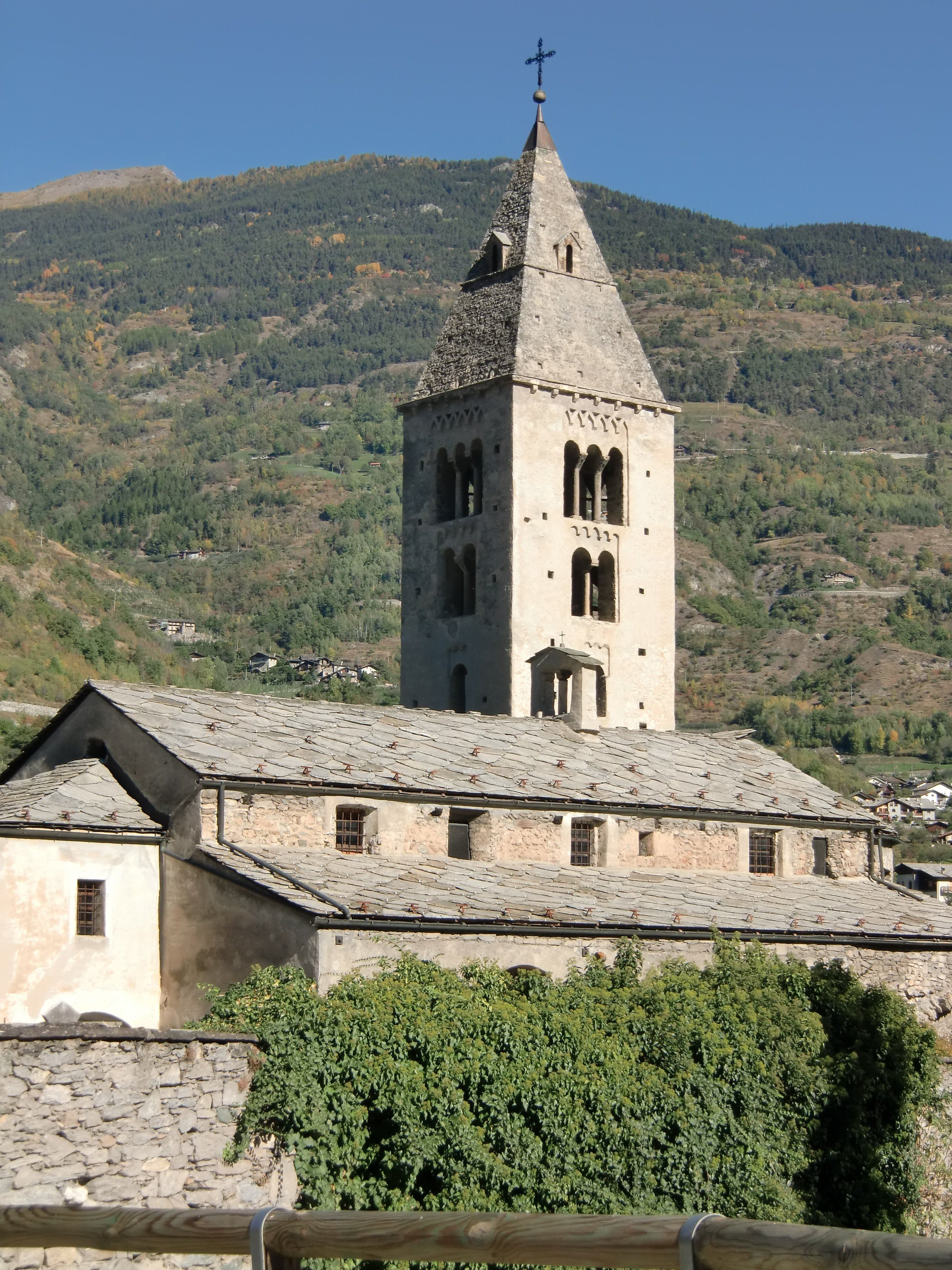
A Valle d'Aosta-i román stílus egyik legrégebbi példája

### Fordítás
- Ez a szócikk részben vagy egészben  a   Villeneuve című olasz Wikipédia-szócikk ezen változatának fordításán alapul.  Az eredeti cikk szerkesztőit annak laptörténete sorolja fel. Ez a jelzés csupán a megfogalmazás eredetét és a szerzői jogokat jelzi, nem szolgál a cikkben szereplő információk forrásmegjelöléseként.